# Кулиги (Большесельский район)
Кулиги — деревня в Большесельском сельском поселении Большесельского района Ярославской области.

## Население
По данным статистического сборника «Сельские населенные пункты Ярославской области на 1 января 2007 года», в деревне Кулиги проживает 1 человек. По топокарте на 1972 год в деревне проживало 6 человек.

## География
Деревня расположена в юго-восточной части района. Она стоит в верховьях реки Могза на небольшом удалении от её левого, восточного берега, практически у истока. Деревня стоит на окружённом лесами поле, протянувшемся вдоль левого берега Могзы. На этом поле кроме Кулиг стоят деревни Фалюково и Якимково. Между деревнями имеется геодезический знак высоты 155,4 м. Ближайшие деревни Борщёвка и далее Подольское расположены на расстоянии 5 км к северу.

## История
Село Кулиги указано на плане Генерального межевания Борисоглебского уезда 1792 года. В 1825 году Борисоглебский уезд был объединён с Романовским уездом. По сведениям 1859 года село относилось к Романово-Борисоглебскому уезду.